# Mas Pineda
Mas Pineda és una obra del municipi de Sant Boi de Llobregat (Baix Llobregat) inclosa en l'Inventari del Patrimoni Arquitectònic de Catalunya.

## Descripció
Es tracta d'un edifici de planta baixa, pis i golfes amb una torre octogonal que sobresurt en un pis del cos principal, amb balcó volat, adossada a la manera de torre de defensa.
Les façanes juguen amb la simetria de les obertures, les tres finestres de la planta principal són d'arcs apuntats d'obra vista. Els treballs amb maó i ceràmica vidriada d'inspiració medieval ens remeten a una decoració modernista.

## Història
Segons el casdastre, es construí el 1909.